# 在中乡
在中乡，是中华人民共和国江西省吉安市永新县下辖的一个乡镇级行政单位。

## 行政区划
在中乡下辖以下地区：
在中村、平分村、宏居村、中洲村和排形村。